# Skinnmossen
Skinnmossen är en sjö i Nacka kommun i Södermanland och ingår i Norrström-Tyresåns kustområde. Sjön är 3,3 meter djup, har en yta på 0,003 kvadratkilometer och befinner sig 28 meter över havet.